# Granarolo dell'Emilia
Granarolo dell'Emilia es un municipio situado en la ciudad metropolitana de Bolonia, en Emilia-Romaña (Italia). Tiene una población estimada, a fines de agosto de 2022, de 12 779 habitantes.

## Demografía
| Gráfica de evolución demográfica de Granarolo dell'Emilia entre 1861 y 2022 |
|                                                                             |
| Fuente: ISTAT - Elaboración gráfica de Wikipedia                            |